# Саурмаг I
Саурмаг I (საურმაგი) — второй грузинский монарх из династии Фарнавазидов.
Профессор Кирилл Туманов считает периодом его правления 234—159 года до н. э. Согласно грузинским летописям из-за заговора дворян Саурмаг был вынужден бежать в Дзурдзукетию (откуда родом была мать Саурмага). С помощью дзурдуков, сарматов и своих сторонников в Картли Саурмаг вернул корону и создал новое дворянство, полностью подчинённое его власти. Принято считать, что у Саурмага не было сына, и поэтому престол унаследовал его приёмный сын Мириан.
По мнению профессора Явуса Ахмадова, имя Саурмаг имеет персидское происхождение. Также, по его информации, годами жизни (а не правления) Саурмага являются 237—162 годы до н. э., поскольку сомнительно, чтобы он правил 74 года. Первые годы правления Саурмага, как и последние годы правления его отца Фарнаваза I, характеризуются территориальным расширением Иберии. На востоке в её состав вошли земли Эретии, населённые албанскими племенами, относящимися к нахо-дагестанской языковой группе. В результате восточным соседом Иберии стала Атропатена, на юге — Армения, а на западе — Понтийское царство. Однако обострившаяся внутренняя борьба с усилившейся знатью вынудила Саурмага бежать. Собрав большое войско своих сторонников, Саурмаг внезапно вторгся в Картлию, и, благодаря численному превосходству и внезапности нападения, легко вернул себе власть.
Его противники были частью уничтожены, а частью помилованы. Саурмаг провёл реформу системы управления, ослабившую старую элиту и возвысившую служилую прослойку. Многие дзурдзуки были награждены должностями и землями. Судя по тому, что Саурмаг не назначил своего эристава в Дзурдзукетию, можно сделать вывод, что эта часть страны стала царским доменом. Поскольку Дзурдзукетия была перенаселена, Саурмаг стал массово переселять дзурдзуков в северные районы Кахетии и Картлии. Таким образом, Саурмаг создал основу для прочной власти на севере страны, независимую от картлийской знати.